# Véronique Rousseau
Véronique Rousseau – francuska judoczka. Startowała w Pucharze Świata w latach 1989–1991. Trzecia w drużynie na mistrzostwach Europy w 1988. Wygrała akademickie MŚ w 1984 i trzecia w 1986. Wicemistrzyni Francji w 1985, 1988 i 1989 roku.